# Corgoloin
Corgoloin település Franciaországban, Côte-d’Or megyében. Lakosainak száma 968 fő (2022. január 1.). Corgoloin Premeaux-Prissey, Villy-le-Moutier, Ladoix-Serrigny, Villers-la-Faye, Argilly, Comblanchien és Magny-lès-Villers községekkel határos.

## Népesség
A település népességének változása:
| Lakosok száma | 977  | 854  | 893  | 959  | 896  | 899  | 906  | 936  | 951  | 968  |
|               | 1968 | 1982 | 1990 | 2006 | 2013 | 2015 | 2017 | 2019 | 2020 | 2022 |